# Коняев, Виктор Михайлович
Виктор Михайлович Коняев (10 декабря 1925, Владикавказ — 26 июля 2016, там же) — участник Великой Отечественной войны. Полный кавалер ордена Славы.

## Биография
Родился 10 декабря 1925 года во Владикавказе, в семье рабочего. Учился в средней школе № 11, а 7 классов закончил уже в школе № 22. Затем студент ремесленного училища № 1. В 16 лет выполнил норматив ворошиловского стрелка. 
В 17 лет ушёл на фронт, на год раньше призывного возраста, приписав себе год. С октября 1942 — пулемётчик 606-го стрелкового полка 317-й стрелковой дивизии. В ноябре того же года переведён в полковую разведку. В январе 1943 года, во время битвы за Кавказ, получил первое ранение. После госпиталя определён в 248-ю отдельную разведроту 302-й стрелковой дивизии

В 1943 году получил известие о гибели старшего брата, Александра Михайловича Коняева.
6 сентября 1943 года в районе посёлка Киселёвка во главе разведгруппы проник в немецкую траншею и уничтожил троих фашистов. 25 сентября во время разведывательной вылазки вышел на пулемётную точку и в одиночку подавил её, за что получил орден Красной Звезды. 1 апреля 1944 года под Тернополем, вновь проникнув в траншею немцев, убил троих врагов и завладел ценными документами. Ещё один немец был доставлен живым и поделился важными сведениями. За эти действия был награждён орденом Славы 3-й степени. В мае 1944 года близ станции Денисув, подобравшись к переднему краю обороны немцев, убил одного немца, а второго взял в плен. На момент вручения ордена Славы 1-й степени в 1944 году сержант Виктор Коняев уже числился командиром разведывательного отделения.
18 августа 1944 года 302-я дивизия находилась в Польше, на берегу реки Сан. Здесь было трудно добыть о противнике хоть какую-то информацию — весь берег, покрытый лесом, был усеян пулемётными точками. Добыть «языка» удалось только группе Коняева. Во время операции получил ранение. 26 августа командир дивизии полковник Николай Кучеренко подписал представление награждении Коняева звездой Героя. Однако в штабе армии награда была заменена на орден Красного Знамени.
Прошёл всю войну, участвовал в боях по освобождению Донбасса, воевал на Висле и в Силезии, победу встретил под Прагой. Во время разведывательных операций лично захватил в плен 11 солдат и офицеров Вермахта.
После войны служил в армии до 1951 года. Затем 30 лет работал на родине на заводе «Электроцинк», был передовиком производства. С 1982 года на пенсии. Почётный гражданин Владикавказа.
Похороны прошли 28 июля на Аллее Славы во Владикавказе.

## Награды
- Орден Красного Знамени
- Орден Отечественной войны I степени
- Орден Отечественной войны II степени
- Орден Дружбы — за многолетнюю активную общественную работу по социальной поддержке ветеранов и патриотическому воспитанию молодежи[4]
- Орден Красной Звезды
- Орден Красной Звезды
- Орден Славы I степени
- Орден Славы II степени
- Орден Славы III степени
- Медаль «За отвагу»
- Медаль «За боевые заслуги»
- многочисленные медали

звания:
- Заслуженный металлург СССР[3]
- Отличник цветной металлургии СССР
- Почётный гражданин города Владикавказ
- Почётный курсант Владикавказской автошколы ДОСААФ